# السلطة القضائية في تايلاند
يتكون القضاء التايلاندي من أربعة أنظمة متميزة وهي محكمة العدل والمحكمة الإدارية والمحاكم العسكرية والمحكمة الدستورية. يتم تنظيم النظام القضائي الحالي وفقًا لدستور التايلاند لعام 2007.
وصفت اللجنة الآسيوية لحقوق الإنسان النظام القانوني في التايلاند بأنه «فوضوي» ودعت إلى إصلاح جذري للإجراءات الجنائية في البلاد. موجهة أصابع الاتهام إلى الاستخدام المكثف للاعترافات القسرية، حيث اعترف مسؤول كبير في وزارة العدل بأن 30 في المائة من القضايا رفعت إلى المحكمة دون أي دليل. كما لا يتم إنشاء سجلات تصويرية من قبل المحكمة الابتدائية ويتكون السجل مما يقرره القضاة. كما انتقدت اللجنة السلطة القضائية لفشلها في ضمان محاكمات سريعة.
يساعد قضاة البحوث القضاة الذين يزاولون مناصبهم. يجب أن يجتاز القضاة امتحانًا واختبارين مختلفين: امتحان واحد للقضاة المدربين في تايلاند وامتحان مختلف للقضاة الذين يتخرجون من كليات الحقوق الأجنبية. ويتم تعيين جميع القضاة رسميًا من قبل الملك

## محاكم العدل
تعتبر محاكم العدل التايلاندية هي أكبر أنظمة المحاكم التي تشكل غالبية المحاكم في البلاد. وفقا لدستور البلاد تتكون المحاكم من ثلاثة مستويات: محكمة الدرجة الأولى، ومحكمة الاستئناف، ومحكمة الملاذ الأخير (أي المحكمة العليا التايلاندية).
يعتبر الرئيس الحالي لمحكمة العدل العليا هو فيرابول تونك سوان.

## المحاكم الإدارية
يتكون نظام المحاكم الإدارية من مستويين هما المحاكم الإدارية الابتدائية ومحكمة الملاذ الأخير الإدارية، أي المحكمة الإدارية العليا.
تم إنشاء نظام المحاكم لأول مرة في عام 1997، ويتمثل اختصاص المحكمة الرئيسي في تسوية الدعاوى القضائية بين الدولة أو جهاز الدولة (الوزارات الحكومية والإدارات والوكالات المستقلة) والمواطنين العاديين.

### المدني مقابل الجنائي
يدرس مجلس الدولة حاليا تعديل تعريف بعض الجرائم الجنائية بحيث يعاقب عليها بعقوبات إدارية بدلاً من السجن الجنائي. إذ تغلب القضايا الجنائية على نظام المحاكم وتكتظ بالسجون على مستوى البلاد. فبحسب ما ورد احتلت تايلاند المرتبة السادسة في العالم من حيث عدد المشتبه فيهم جنائياً حوالي 300000 شخص. ووفقًا لدراسة أجراها معهد تايلاند لتطوير البحوث صرح أن الدولة تنفق حوالي 100000 باهت في كل قضية جنائية - بما في ذلك أجور الشرطة والقضاة والمسؤولين المرتبطين بها - و 6000 باهت فقط في الدعوى المدنية، وفقًا لدراسة أجراها معهد تايلاند لتطوير البحوث. في حين أن الجرائم الخطيرة مثل السرقة والقتل ستظل عرضة للمقاضاة الجنائية، فإن الجرائم الأخرى المنطوية على مدفوعات الشيكات أو التعدي على حق المؤلف، يمكن معاقبتها بعقوبات إدارية لإلغاء عبء نظام المحاكم الجنائية.

## المحكمة الدستورية
تم إنشاء المحكمة الدستورية التايلندية لأول مرة في عام 1997، كمحكمة عليا تهتم فقط بتسوية المسائل المتعلقة بالدستور. لكن المحكمة راكمت قوة ونفوذا بالغا في أعقاب الانقلابات العسكرية في عامي 2006 و2014 والدساتير التي أنشئتها، والانخراط في ما يسميه منتقدو المحكمة الانقلابات السياسية، وطرد رؤساء الوزراء من مناصبهم، لكن ذروتها في الحكم بلغت في عام 2013، حيث لم يستطع البرلمان تعديل الدستور وفقًا لشروطه لانتخاب جميع أعضاء مجلس الشيوخ لأن ذلك ينتهك تعريف المحكمة «للنظام الديمقراطي».
في مايو 2014، قضت المحكمة الدستورية بأن رئيس الوزراء التايلاندي وتسعة وزراء آخرين في الحكومة اضطروا إلى الاستقالة بسبب سوء التصرف. لتثار الأسئلة حول سلطة المحكمة المتزايدة في هذا الشأن، وحول عدم تدخل المحكمة العليا المنوط لها الاختصاص في مثل هذه الحالات. لذلك كانت هناك دعوات متكررة للإصلاح أو الإلغاء التام للمحكمة بسبب تسييسها.[بحاجة لمصدر]